# Рівняння Гілла
Рівняння Гілла (Дж. Гілл, 1886) — лінійне диференціальне рівняння другого порядку:
{\displaystyle {\frac {d^{2}y}{dt^{2}}}+f(t)y=0,}
де {\displaystyle f(t)} — періодична функція. Важливими частковими випадками рівняння Гілла є рівняння Матьє і рівняння Мейснера.
Рівняння Гілла можна уявити, як рівняння коливальної системи, де власна частота коливань змінюється за періодичним законом {\displaystyle f(t)}.
Рівняння Гілла дуже важливе для розуміння стійкості руху в осциляторних системах. Залежно від конкретної форми періодичної функції {\displaystyle f(t)} розв'язки можуть мати вигляд стійких квазіперіодичних коливань, або коливання будуть розгойдуватися з наростанням амплітуди експоненційно. Рівняння Гілла дозволяє також зрозуміти розщеплення енергетичних рівнів електронів у періодичному полі кристалічної ґратки.
У фізиці прискорювачів рівняння Гілла надзвичайно важливе, оскільки описує поперечну лінійну динаміку частинок у фокусувальних магнітних полях (бетатронні коливання).
В основі теорії роботи гіперболоїдних мас-спектрометрів також лежать варіанти рівняння Гілла, рівняння Матьє і рівняння Мейснера (залежно від форми зміни в часі подаваних на електроди потенціалів).